# Complesso Parque Central
Il complesso urbanistico Parque Central è un'area di sviluppo urbanistico, economico, finanziario, architettonico e sociale della città di Caracas, adibito ad area per uffici ma anche per civili residenze abitative.
Questo spazio ospita i due grattacieli più elevati e prominenti dell'intero Venezuela; difatti le torri sono molto appariscenti da ogni parte della città.